# Gijón
Gijón (spanisch [xiˈxon]; asturisch Xixón [ʃi'ʃoŋ]) ist eine Universitäts-, Hafen- und Industriestadt in Asturien und zugleich wirtschaftliches Zentrum dieser spanischen Region. Bei der Stadt am Golf von Biskaya befindet sich der Hafen El Musel, einer der wichtigsten Häfen der spanischen Nordküste. In der 268.561 Einwohnern (Stand: 2024) zählenden Stadt überwiegt vor allem die Schwerindustrie mit Hüttenwerken, Werften und Maschinenbau. Sie ist über die Asturien-Bahn an das Eisenbahnnetz angebunden. Im Mittelalter und in der Römerzeit hieß sie Gigia. Außerdem ist Gijón bekannt als die Hauptstadt der Costa Verde.
Gijón befindet sich im Norden Asturiens, 28 km von Oviedo und 26 km von Avilés entfernt, und bildet damit einen Teil der Metropolregion, die 20 Gemeinden des Zentrums der Region, ein dichtes Netz an Straßen, Autobahnen und Bahnlinien sowie eine Bevölkerung von rund 830.000 Einwohnern (2001) umfasst.

## Geschichte

### Entwicklung seit 1900
In der Statistik spiegeln sich zwei Perioden starken Wachstums: Gijón, das 1900 (im Jahr der ersten verlässlichen Bevölkerungserhebung) 46.813 Einwohner gezählt hatte (258 je km²) verdoppelte die Zahl seiner Bewohner zwischen 1920 und 1940 – und noch einmal zwischen 1960 und 1980. Begonnen hatte das 20. Jahrhundert für das Städtchen an der Atlantikküste mit einer deutlichen Verlangsamung des wirtschaftlichen Aufschwungs. Neue Impulse brachte die Eröffnung des Hafens El Musel im Jahr 1907, der sich schon bald zum Motor der lokalen Wirtschaft entwickelte und zur Goldgräberstimmung in der gesamten Region führte. 1918 blieb Gijón von der großen Grippe-Epidemie, die in Spanien grausam wütete und weltweit über 40 Millionen Menschenleben forderte, weitgehend verschont: „Nur“ knapp 900 betrug der Verlust an Menschen, der rasch wettgemacht war, als 1920 die ersten großen Werften eröffneten und Arbeiter mit ihren Familien in Scharen aus dem ländlichen Umland in die prosperierende Stadt strömten. Während 1929 in New York die Börse crashte, bekam die asturische Region den nächsten Anschub: Man hatte vielversprechende Steinkohlevorkommen entdeckt und sprach bereits vom „spanischen Böhmen“ (wobei wohl eher Schlesien gemeint gewesen sein dürfte). Und nachdem 1935 endlich die erste Kohle aus der Mine La Camocha gefördert wurde, boten Bergwerke im Hinterland und Hüttenbetriebe in Gijón tausenden einstiger Landarbeiter aus ganz Spanien eine neue Perspektive. Weitere Arbeitsplätze schuf die Zementproduktion ab 1952.

## Parroquias

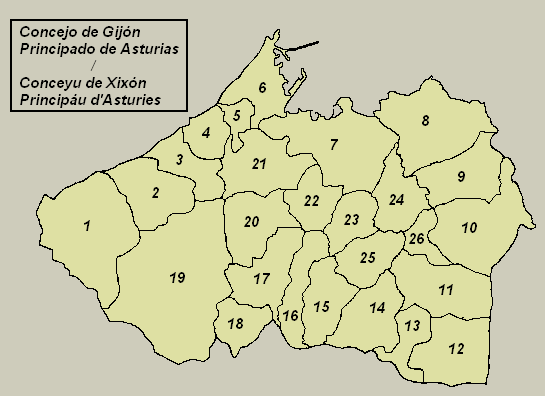
Karte der Parroquias in Gijón

Die Gemeinde Gijón ist in 26 Parroquias (zu Deutsch: Pfarrei, Kirchspiel) unterteilt:
| - Serín - Tacones - Fresno - Poago | - Veriña - Jove - Gijón - Somió | - Cabueñes - Deva - Caldones - Baldornón | - Fano - Lavandera - Huerces - Leorio | - La Pedrera - Ruedes - Cenero - Porceyo | - Tremañes - Roces - Granda - Bernueces | - Vega - Santurio |

## Politik
| Partei         | 1979 | 1983 | 1987 | 1991 | 1995 | 1999 | 2003 | 2007 | 2011 | 2015 |
| -------------- | ---- | ---- | ---- | ---- | ---- | ---- | ---- | ---- | ---- | ---- |
| PSOE           | 13   | 17   | 11   | 12   | 12   | 16   | 13   | 13   | 10   | 7    |
| FAC            |      |      |      |      |      |      |      |      | 9    | 8    |
| AP / PP        | 1    | 7    | 7    | 9    | 11   | 9    | 11   | 12   | 5    | 3    |
| PCE / IU       | 4    | 3    | 3    | 3    | 4    | 2    | 3    | 2    | 3    | 2    |
| UCD / CDS      | 9    | -    | 6    | -    |      |      |      |      |      |      |
| UGJ            |      |      |      | 3    |      |      |      |      |      |      |
| Xixón Sí Puede |      |      |      |      |      |      |      |      |      | 6    |
| C’s            |      |      |      |      |      |      |      |      |      | 1    |
| Gesamt         | 27   | 27   | 27   | 27   | 27   | 27   | 27   | 27   | 27   | 27   |

## Wirtschaft
| | Beschäftigte | Anteil in Prozent |
| --- | ------------ | ----------------- |
| Gesamt | 95.816       | 100,00            |
| Ackerbau, Viehzucht und Fischerei                                                                            | 00.665       | 000,69            |
| Industrie | 16.537       | 017,26            |
| Bauwirtschaft                                                                                                | 09.969       | 010,40            |
| Dienstleistungsbetriebe                                                                                      | 68.645       | 071,64            |
| Daten aus dem Statistischen Amt für Wirtschaftliche Entwicklung in Asturien, Stand 2009 (PDF; 112 kB), SADEI |              |                   |

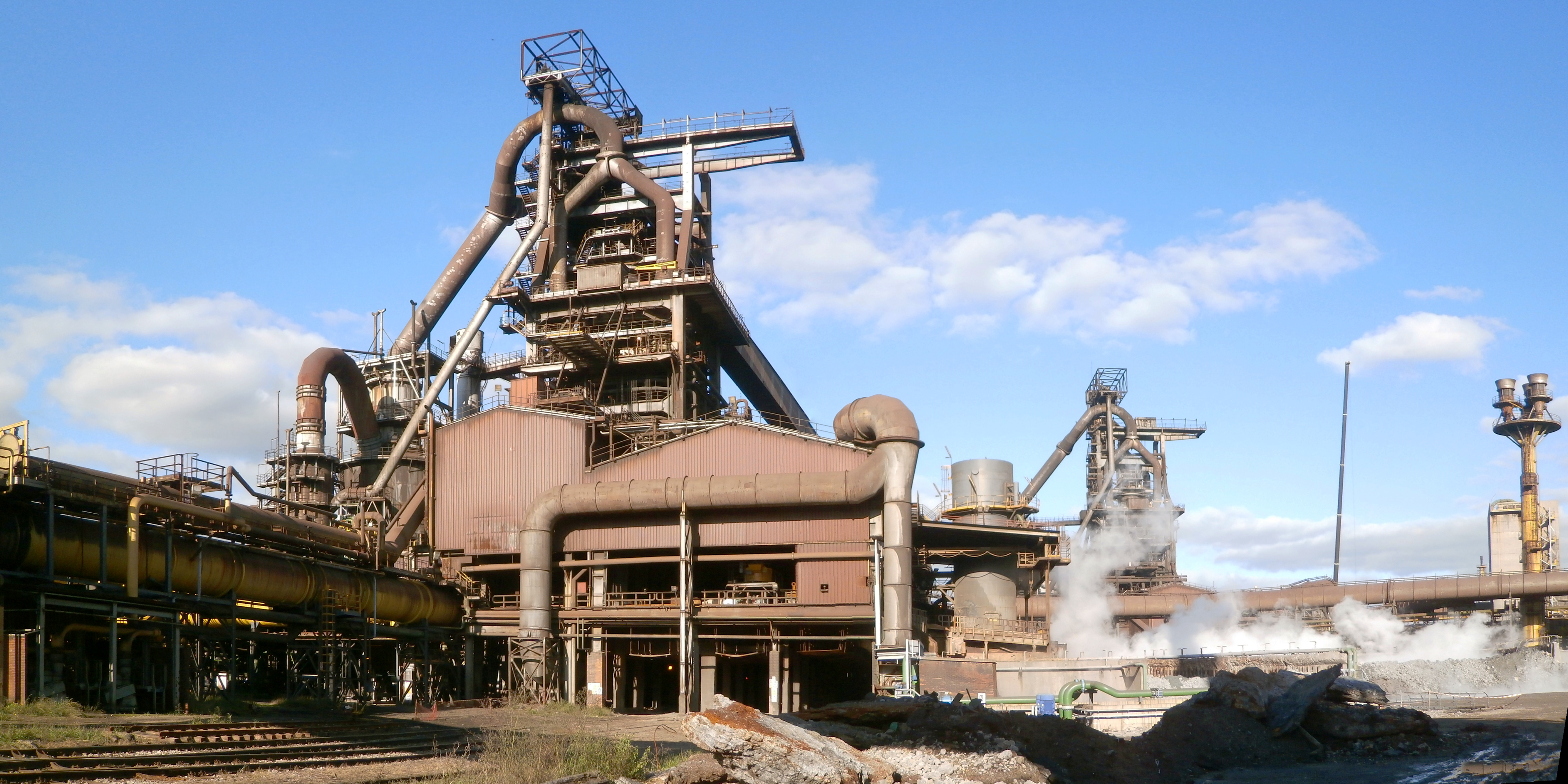
Hochofen des Stahlwerks Gijón

Gijón war traditionell ein Zentrum der Schwerindustrie (Stahlproduktion und Schiffbau). Die Industrie geriet in den 1980er Jahren in die Krise, allerdings gibt es noch heute ein Stahlwerk der ArcelorMittal und Großbetriebe wie Duro Felguera.

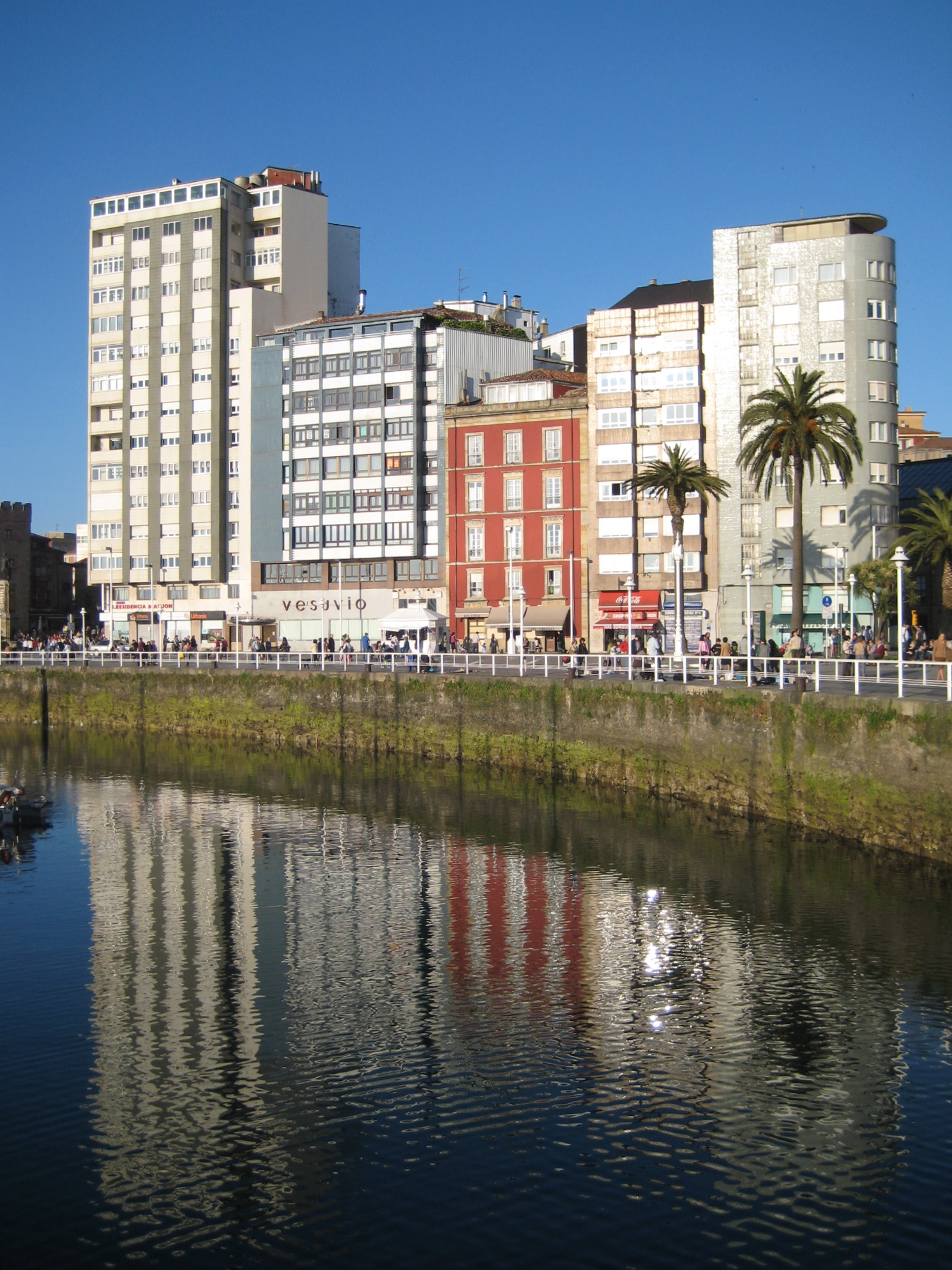
Häuser am Hafen

Gijón ist Endpunkt der Schmalspur Bahnstrecke Ferrol–Gijón, die die Stadt mit Galicien verbindet. Spaniens dritte Bahnstrecke (1972 verstaatlicht), die Ferrocarril de Langreo, führte von Gijón nach Langreo.

## Kultur und Sehenswürdigkeiten

### Bauwerke
Sehenswert ist vor allem der 1590 erbaute Palacio de los Valdés, in dessen Kellern Reste römischer Thermen gefunden wurden. Der für Kunstausstellungen genutzte Palast von Revillagigedo trägt entscheidend zum Ambiente der zum Hafen offenen Plaza del Marqués bei. Auf einer Anhöhe am Meer hat Eduardo Chillida eine seiner wichtigsten Skulpturen, Lob des Horizonts, aufgestellt. Als Touristenattraktionen der letzten Jahre sind vor allem der botanische Garten der Stadt, das Aquarium und ein modernes Kunst- und Kulturzentrum (in dem aus der Franco-Zeit stammenden Monumentalbau der Universität). Der 2007 fertiggestellte etwa 12 km lange Küstenwanderweg vom Zentrum Gijóns bis zum Strand von La Ñora ermöglicht einige schöne Ausblicke über die Küste und Klippen Asturiens am Kantabrischen Meer.
Die Universidad Laboral de Gijón befindet sich am Rand der Stadt Gijón, etwa drei Kilometer vom Stadtzentrum entfernt. Der Universitätskomplex wurde in der Franco-Zeit zwischen 1946 und 1956 in monumentalem Stil und mit beeindruckenden Dimensionen erbaut und ist das wichtigste architektonische Werk des 20. Jahrhunderts in Asturien. Das Anwesen dieser Universität wird heute auch für verschiedene Fakultäten der Universität von Oviedo genutzt. Der multinationale Konzern ThyssenKrupp hat im Nordflügel auf rund 2.000 m² ein Weltzentrum für Forschung und Entwicklung eingerichtet. Im Übrigen sind viele Bereiche des Komplexes frei zugänglich, da dort auch weitere Institutionen ihren Sitz gefunden haben, wie etwa ein LABoral Center für Kunst und industrielles Schaffen, die Drama High School von Asturien und die Professional Music School von Gijón. Der Park Scienfic and Technologic und der Campus von Gijón als Teil der Universität von Oviedo nutzen inzwischen auch die Sportanlagen der Universidad Laboral.

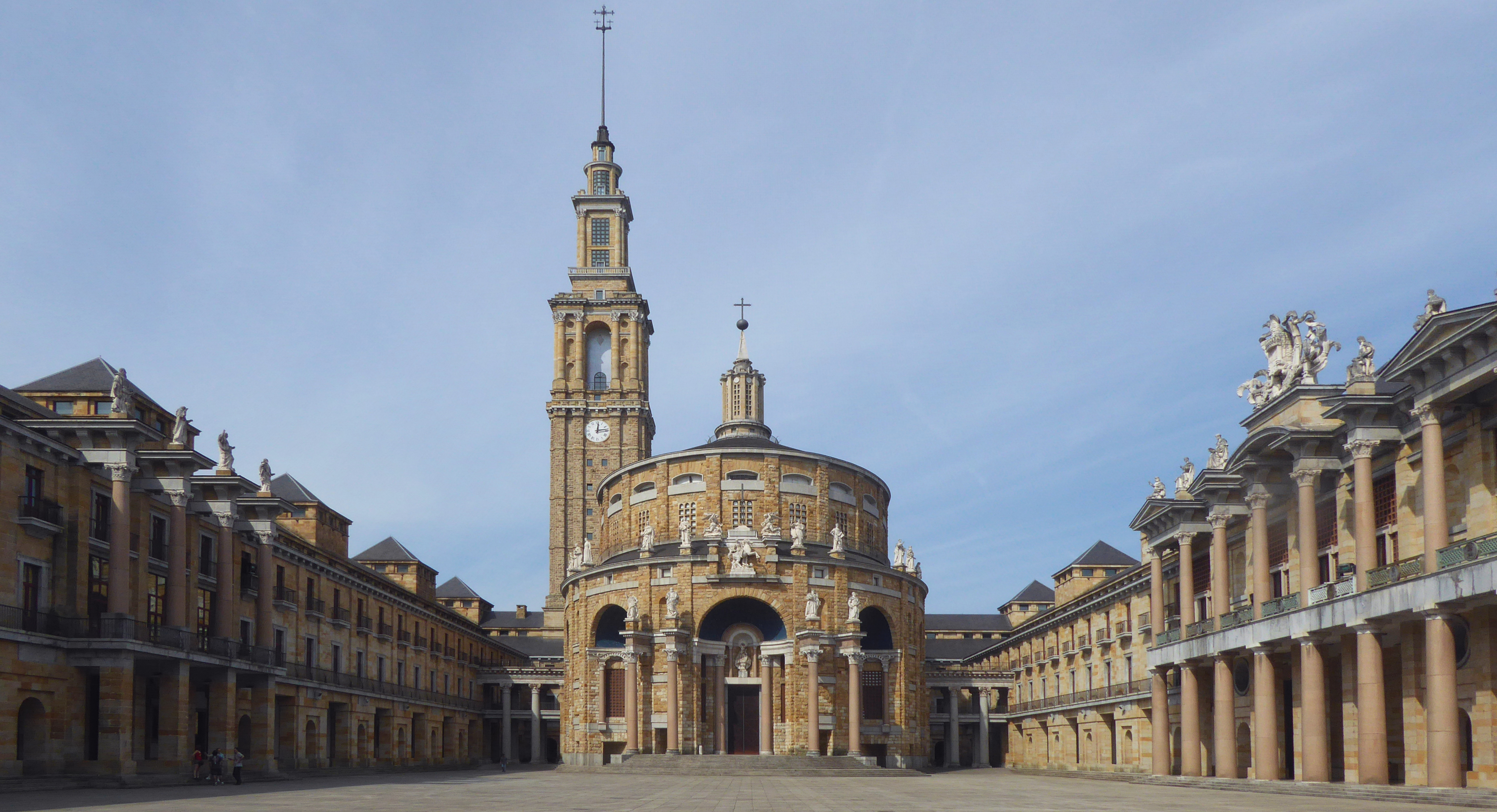
Die bemerkenswerte Rundkirche innerhalb Universidad Laboral de Gijon

Der alte Monumentalbau der Universidad Laboral de Gijón besitzt zahlreiche Räumlichkeiten, die zum Teil als sehenswert auch besichtigt werden können, sowie in der Mitte des Gebäudeensembles eine ausgeschmückte Kirche. Die alte Universitätsanlage ist mit 270.000 m² das größte Gebäude in Spanien.

### Museen und Ausstellungen
In Gijón befinden sich eine Reihe sehenswerter Museen und Ausstellungen:
- Sala de Arte Capilla San Lorenzo
- Museo Casa Natal de Jovellanos
- Museo Etnográfico del Pueblo de Asturias
- Museo del Ferrocarril de Asturias
- Museo Nicanor Piñole
- Museo de las Termas romanas de Campo Valdés
- Museo Juan Barjola
- Museo Evaristo Valle
- Museo Internacional de la Gaita
- Ciudadela de Celestino Solar
- Jardín Botánico Atlántico
- Parque Arqueológico y Natural de la Campa Torres.
- Centro de Interpretación Torre del Reloj
- Centro Internacional de Arte - Palacio de Revillagigedo
- Museo-Acuario del Centro de Experimentación Pesquera
- Acuario de Gijón
- Centro interpretación de la Naturaleza Monte Deva
- Centro de Interpretación del Cine de Asturias (CICA)
- Centro de interpretación del puerto de El Musel
- Centro de interpretación de los residuos - COGERSA.
- Fundación Alvargonzalez.
- Villa Romana de Veranes
- Laboral, Ciudad de la Cultura[7]

## Gastronomie

### Essen und Trinken
Innerhalb der typischen Küche gelten die weißen Bohnen (Asturisch: fabes) als besonders beliebt – weit bekannt ist der asturische Bohneneintopf (Spanisch: fabada asturiana) mit „compango“ (geräucherte Wurst, asturische Blutwurst und Vorderschinken) sowie mit Muscheln, Meerspinnen, Wild etc., gekocht im typisch asturischen Blechtopf. Als Hauptgerichte werden Fisch und Meeresfrüchte direkt vom Hafen dargereicht, die nach traditionellen Rezepten wie beispielsweise „la chopa de la sidra“ (Streifenbrasse in Apfelwein), „besugo a la espalda“ (Brasse mit Knoblauch, Olivenöl und Balsamicoessig) oder „ventresca de bonito“ (Thunfisch) zubereitet werden. Daneben spielen auch Gerichte mit Fleisch aus dem umliegenden Festland eine wichtige Rolle, so wie Gerichte mit Kalbfleisch oder Hühnchen. Typische Desserts sind „arroz con leche“ (Milchreis), „tarta charlota“ (gefrorene Cremekuchen), „biscuit Gijón“ und die „princesitas de La Playa“ – übersetzt die Prinzesslein vom Strand. Dabei handelt es sich um ein kleines, kunstvolles Gebäck aus Marzipan, das mit einer Eiercreme gefüllt ist.
All das verbindet sich mit Apfelwein, der nach traditioneller Weise die Hauptgerichte sowie an langen Sommerabenden Tortillas, Würstchen und Empanadas (Teigtaschen) begleitet.

### Hotels und Gaststätten
In Gijón gibt es eine Vielfalt an Bars, Cafés, Restaurants, Apfelweinstuben, Pubs, Hotels aller Kategorien und traditionelle Gasthäuser. Man kann auch die „gastronomischen Routen“ verfolgen. Im Großteil der Straßen gibt es zumindest ein Restaurant oder eine Apfelweinstube; es gibt ein sogenanntes „Apfelweinviertel“ (Spanisch: „el barrio de la sidra“) mit einer Vielfalt weiterer Bars.

## Sport und Freizeit

### Sport

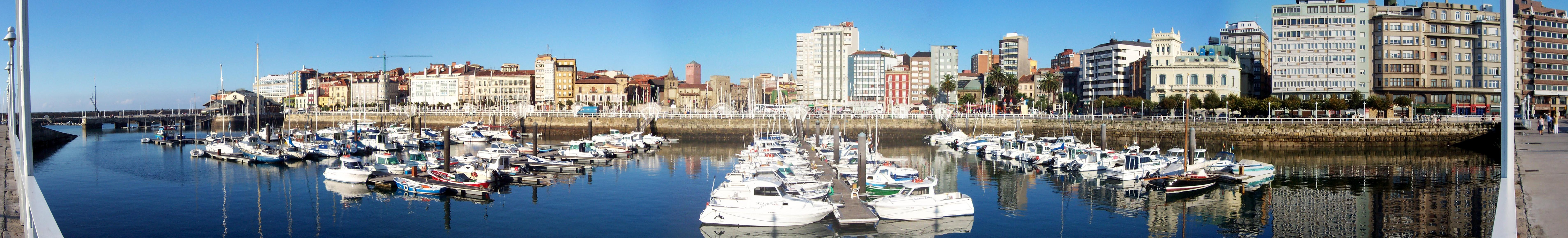
Sporthafen von Gijón

Der beste Fußballverein in Gijón (Sporting Gijón) spielt in der Segunda División. Gijón Baloncesto spielt in der professionellen Basketballliga.
Weltweite Berühmtheit erlangte Gijón als Austragungsort des umstrittenen Fußball-Weltmeisterschaftsspiels am 25. Juni 1982, bei dem sich die Mannschaften Österreichs und Deutschlands beim Stand von 1:0 für Deutschland ab der zweiten Halbzeit kaum mehr bewegten (Nichtangriffspakt von Gijón), weil dieses Ergebnis beide Teams in die nächste Runde brachte. „Gijón“ wird im Sprachgebrauch seitdem für geschobene Wettbewerbe verwendet.
2008 war Gijón Austragungsort der Speedskating-Weltmeisterschaft, 2014 Austragungsort der Kletter-Weltmeisterschaft.
Der Club Balonmano La Calzada spielt Handball in der ersten spanischen Liga. Zwei Spielzeiten lang war auch die Agrupación Balonmano Gijón Jovellanos in der ersten Liga vertreten.

### Freizeit

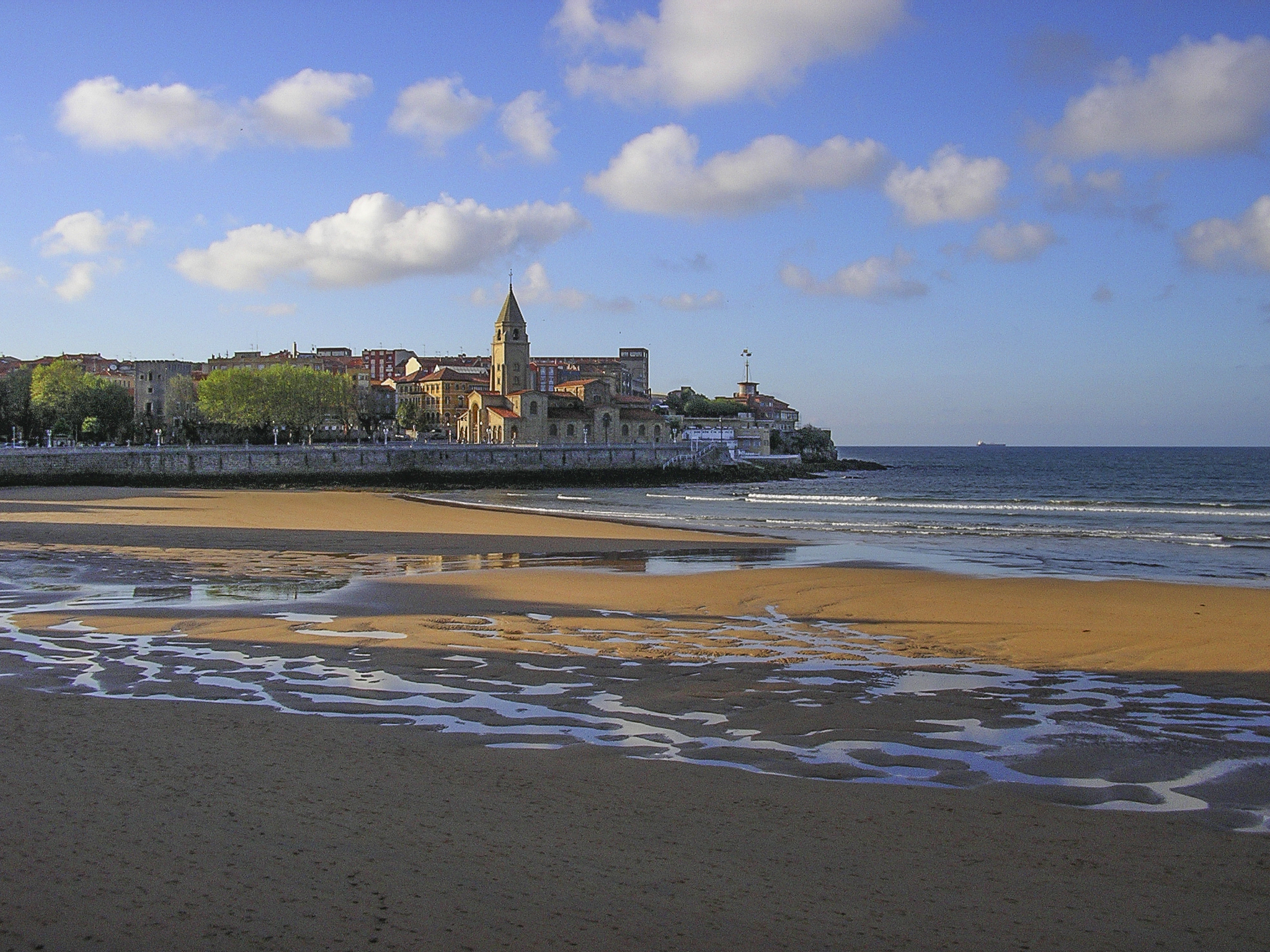
San Lorenzo Strand bei Gijón und Cimadevilla-Quartier

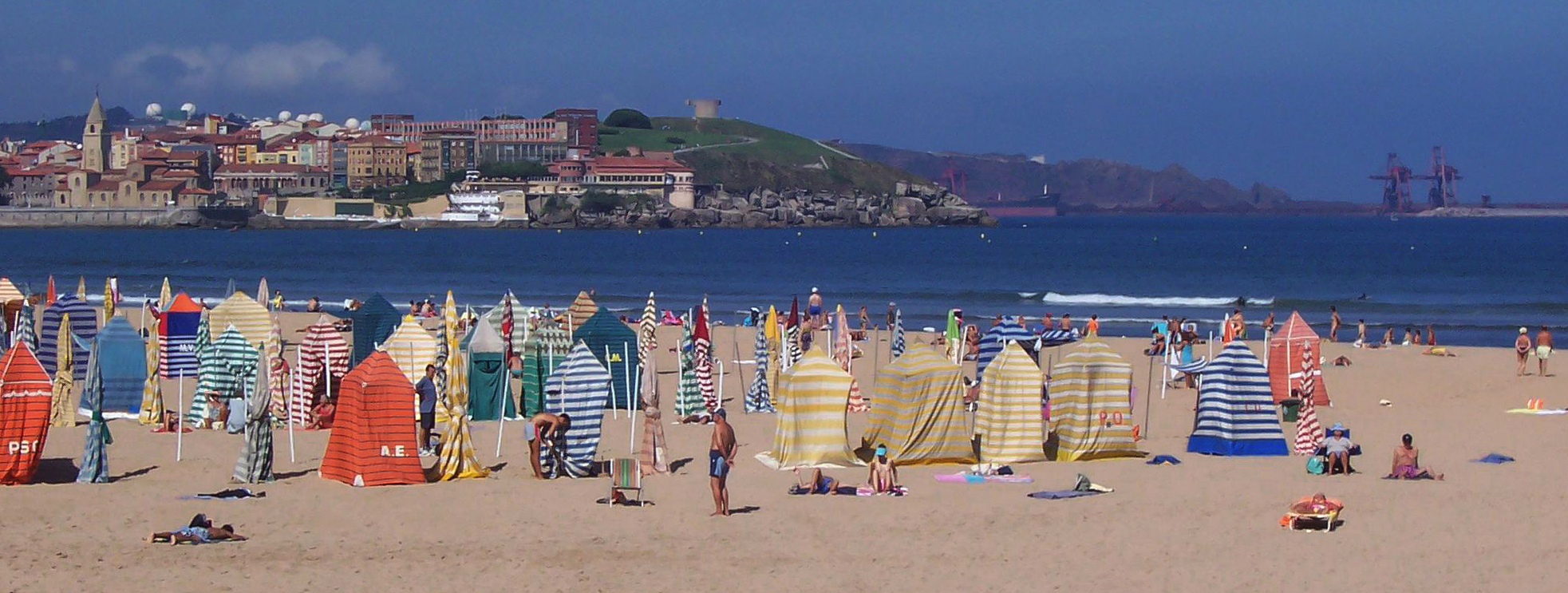
San Lorenzo Strand

## Söhne und Töchter der Stadt
- Gaspar Melchor de Jovellanos (1744–1811), Schriftsteller, Jurist, Politiker und Gelehrter
- Faustino Rodríguez-San Pedro (1833–1925), Politiker
- José Prida y Solares (1889–1984), spanisch-chilenischer Maler
- Santiago Carrillo (1915–2012), Politiker, Generalsekretär der Kommunistischen Partei Spaniens PCE von 1960 bis 1982
- Paco Ignacio Taibo I (1924–2008), spanisch-mexikanischer Schriftsteller und Journalist
- Arturo Fernández (1929–2019), Schauspieler[10]
- Gil Carlos Rodríguez Iglesias (1946–2019), Jurist und Präsident des Europäischen Gerichtshofs
- Paco Ignacio Taibo II (* 1949), mexikanischer Schriftsteller und Krimiautor
- Benito Floro (* 1952), Fußballtrainer
- Juan de la Puente (* 1956), Handballspieler, Handballfunktionär und Unternehmer
- Salvador Garriga Polledo (* 1957), Politiker
- José Arconada (* 1964), Mittelstreckenläufer
- Julián Espina (* 1964), argentinischer lefebvristischer Priester, bekannt durch Gewalttaten gegen Kunstausstellungen
- Eloy Olaya (* 1964), Fußballspieler
- José Villaldea (* 1966), Handballspieler und -trainer
- Luis Enrique (* 1970), ehemaliger Fußballspieler und heutiger Trainer
- Abelardo Fernández (* 1970), Fußballspieler
- Juanele (* 1971), Fußballspieler
- José Luis Rubiera (* 1973), Radsportler
- Alberto Entrerríos (* 1976), Handballspieler und -trainer
- Miguel Ángel Angulo (* 1977), Fußballspieler
- Verónica Castro (* 1979), Turnerin
- Raúl Entrerríos (* 1981), Handballspieler
- María Cotiello (* 1982), Schauspielerin
- Jessica Alonso (* 1983), Handballspielerin
- Ángela Pumariega (* 1984), Seglerin
- Jorge García Torre (* 1984), Fußballspieler
- Borja Navarro García (* 1990), Fußballspieler
- Pablo Carreño Busta (* 1991), Tennisspieler
- Borja López (* 1994), Fußballspieler
- Iván García Cortina (* 1995), Radrennfahrer
- Iñaki Cañal (* 1997), Sprinter
- Daniela Álvarez Mendoza (* 2001), Beachvolleyballspielerin

## Städtepartnerschaften
- Albuquerque seit 1977
- Niort seit 1980
- Noworossijsk seit 1986
- Puerto Vallarta seit 1987
- Havanna seit 1994
- Smara seit 1996
- Muros de Galicia seit 1998

## Klimatabelle
|                       | Jan  | Feb  | Mär  | Apr  | Mai  | Jun  | Jul  | Aug  | Sep  | Okt   | Nov   | Dez   |   |       |
| Mittl. Tagesmax. (°C) | 13,2 | 13,6 | 15,3 | 15,9 | 18,0 | 20,4 | 22,5 | 23,2 | 21,8 | 19,1  | 15,6  | 13,7  | ⌀ | 17,7  |
| Mittl. Tagesmin. (°C) | 4,5  | 4,7  | 6,5  | 7,8  | 10,7 | 13,9 | 16,1 | 16,4 | 14,1 | 11,2  | 7,5   | 5,4   | ⌀ | 9,9   |
|                       |      |      |      |      |      |      |      |      |      |       |       |       |   |       |
| Niederschlag (mm)     | 83,3 | 79,9 | 73,3 | 87,5 | 68,7 | 51,3 | 41,5 | 55,6 | 65,1 | 103,9 | 122,6 | 102,9 | Σ | 935,6 |
|                       |      |      |      |      |      |      |      |      |      |       |       |       |   |       |
| Regentage (d)         | 15,8 | 14,5 | 13,8 | 16,5 | 16,4 | 10,7 | 10,0 | 11,4 | 12,6 | 15,8  | 16,5  | 16,8  | Σ | 170,8 |

| 4,5 |

| 4,7 |

| 6,5 |

| 7,8 |

| 10,7 |

| 13,9 |

| 16,1 |

| 16,4 |

| 14,1 |

| 11,2 |

| 7,5 |

| 5,4 |

| 4,5 |

| 4,7 |

| 6,5 |

| 7,8 |

| 10,7 |

| 13,9 |

| 16,1 |

| 16,4 |

| 14,1 |

| 11,2 |

| 7,5 |

| 5,4 |